# Nomenklatur (Biologie)
Nomenklatur (von lateinisch nomenclatura‚ Namenverzeichnis) bezeichnet in der Biologie die Disziplin der wissenschaftlichen Benennung von Lebewesen. Sie stellt innerhalb der Wissenschaften die Grundlage für eine international verständliche und nachprüfbare Kommunikation über Organismen dar. Dabei legen die Regeln der Nomenklatur nur die Benennung fest. Die Abgrenzung und Erkennung der systematischen Einheiten selbst (Taxonomie) und ihrer Hierarchie und Verwandtschaft (Systematik) sind davon unabhängig.
Aufgrund ihrer Bedeutung ist sie in strenge Regelwerke gefasst, sogenannten Codes. Für die verschiedenen Organismengruppen (Pflanzen einschließlich Algen und Pilze, Tiere, Prokaryoten – Bakterien und Archaeen, sowie Viren und sogar Spurenfossilien) existieren jeweils eigene, voneinander unabhängige Nomenklatur-Regelwerke oder Konventionen.

## Geschichte
Die binäre Nomenklatur (lateinisch binarius ‚zwei enthaltend‘, nomenclatura ‚Namensverzeichnis‘) als in der Wissenschaft gängiges Klassifikationsschema (Taxonomie) für die Nomenklatur der biologischen Arten geht auf Carl von Linné zurück.
Erste wissenschaftliche Werke über Pflanzen und Tiere wurden ab etwa 1550 gedruckt, biologische Wissenschaft im heutigen Sinne mit empirischen Studien wurde ab etwa 1670, z. B. von Maria Sibylla Merian betrieben. Seither erhöhte sich die Zahl der bekannten Arten schnell auf mehrere Tausend, was ein effektives System biologischer Artnamensgebung erforderlich machte. Erste Ansätze zur binären Benennung hatte es schon etwa durch die Einführung von Doppelbezeichnungen für Gattungen und Arten durch John Ray und Caspar Bauhin gegeben.
Basierend auf früheren Ansätzen führte Carl von Linné in seinem Buch Species Plantarum im Jahre 1753 ein System zur Benennung von Pflanzenarten ein. Dieses System unterschied sich von vorigen Systemen darin, dass einem Gattungsnamen nur ein einziger Artname hinzugefügt wurde. Für die Zoologie folgte die Einführung 1758 in der 10. Auflage (1757–1759) seines für die biologische Systematik grundlegenden Werkes Systema naturae, das zwischen 1735 und 1768 in 12 Ausgaben erschien. Die Einführung des Binomen ersetzte die zuvor gebräuchliche umständliche Methode, die Artdiagnose, als sogenannte Phrase, in den Namen zu legen. Dabei waren zwar Namen für die Gattungen schon üblich, die Art wurde aber durch eine Aneinanderreihung für charakteristisch erachteter Merkmale umschrieben, die zudem nicht standardisiert war. Der Botaniker Dillenius beschrieb etwa 1718 eine Moosart „Bryum aureum capitulis reflexis piriformibus, calyptra quadrangulari, foliis in bulbi formam congestis“, sein Zeitgenosse Rupp nannte dasselbe Moos 1718 „Muscus capillaceus folio rotundiore, capsula oblonga, incurva“. In der binären Nomenklatur nach der Methode von Linné machte Johannes Hedwig daraus Funaria hygrometrica.
Die von Linné eingeführte binäre Nomenklatur verkürzte und vereinheitlichte zwar die Form des Namens. Es blieb aber weiterhin üblich, dass verschiedene Autoren dieselbe Art mit verschiedenen Namen belegten. Es bildeten sich rasch nationale Systeme der Namensgebung heraus, meist der Autorität bedeutender Forscher folgend. Es war üblich, dass dieselbe Art in England einen anderen Namen trug als in Frankreich oder Deutschland, und sogar innerhalb der Nationen verwendeten einzelne Forscher aus persönlichen Vorlieben oder Abneigungen heraus verschiedene Namen; einige wurden wohl auch von Eitelkeit dazu getrieben, neue Namen zu erfinden. Um diesen Zustand zu überwinden, schlug 1842 eine Kommission der British Association for the Advancement of Science, der Forscher wie Charles Darwin und Richard Owen angehörten, ein Regelwerk zur Namensgebung vor, das nach dem Berichterstatter Hugh Edwin Strickland meist „Strickland Code“ genannt wird.
Wichtigste Neuerung des Strickland Codes war eine Prioritätsregel, nach der derjenige Name verwendet werden sollte, der vom Erstbeschreiber eingeführt worden war, wobei aber nicht auf Namen vor Linnés Werk, in dem die binäre Nomenklatur eingeführt worden war, zurückgegriffen werden sollte. Bei einer taxonomischen Änderung wie der Aufspaltung einer Art oder Gattung in mehrere neue sollte immer eine der neu unterteilten Gruppen den ursprünglichen Namen behalten. Der „Strickland Code“ wurde von zahlreichen wissenschaftlichen Gesellschaften auch in anderen Nationen formal übernommen, er wurde mehrfach präzisiert und überarbeitet, aber er war keinesfalls allgemein anerkannt oder verbindlich. Auf den Internationalen Kongressen der Zoologie (der erste war in Paris, 1889) wurden die Regeln lange debattiert und verschiedene Kommissionen eingesetzt. 1895 wurde die International Commission on Zoological Nomenclature gegründet. Es dauerte aber bis zum fünften Kongress (in Berlin, 1901), bis man sich einig wurde. Das Ergebnis, die „Règles internationales de la Nomenclature zoologique“, wurden 1905 (in französischer, englischer und deutscher Sprache) veröffentlicht. Diese wurden 1961 durch den International Code of Zoological Nomenclature ersetzt.
Der erste Vorschlag zur Vereinheitlichung der botanischen Nomenklatur stammte von Augustin-Pyrame de Candolle 1813. Sein Sohn Alphonse Pyrame de Candolle erreichte auf dem ersten Internationalen Botanischen Kongress in Paris die Verabschiedung des „Paris Codes“ (1867). 1905 wurde zwar ein Code beschlossen, der aber nicht von allen Botanikern akzeptiert wurde. Der erste Internationale Code für Botanische Nomenklatur, der für allgemein verbindlich erachtet wurde, wurde erst 1930 beschlossen.
Mit der Etablierung strikter, aber unterschiedlicher Regelwerke drifteten botanische und zoologische Regeln für die Namensgebung endgültig auseinander. In der Bakteriologie orientierte man sich lange am botanischen Regelwerk, erste Ansätze für einen eigenen Code (Bacteriological Code) gab es 1947. Aber erst mit Erstellung und Herausgabe der Approved Lists of Bacterial Names („anerkannte Listen der Bakteriennamen“) 1980 war ein internationaler Code für die Nomenklatur der Bakterien erfolgreich.
Die früheste Prioritätsgrenze für Fragen der zoologischen Nomenklatur wurde mit dem 1. Januar 1758 als festgelegtes Erscheinungsdatum der 10. Auflage der Systema Naturae bestimmt. Für die Botanik gilt entsprechend der 1. Mai 1753, das festgelegte Erscheinungsdatum der erste Ausgabe von Linnés Werk Species Plantarum. In älteren Werken verwendete Namen werden nicht anerkannt. Einzige Ausnahme ist hier in der Zoologie die Gruppe der Spinnen, für die per Beschluss der Zoologen das bedeutende Werk Svenska spindlar von Clerck (1757) als nach der 10. Auflage der Systema Naturae erschienen – und damit als verfügbar für die Nomenklatur – erachtet wurde. In der Bakteriologie wurde vereinbart, dass alle nicht auf der Approved Lists of Bacterial Names aufgeführten Bakteriennamen als ungültig anzusehen sind. Als Startpunkt für den derzeit gültigen Code wurde der 1. Januar 1980 vereinbart, der damit die Prioritätsgrenze für neue Bakteriennamen bzw. mittlerweile für die Namen von Prokaryoten setzt.
Der zweiteilige Grundbestandteil setzt sich aus dem Namen der Gattung, der stets als Substantiv mit einem Großbuchstaben beginnt, und einem heute immer kleingeschriebenen Epitheton, häufig ein Adjektiv, welches in Kombination mit der Gattung die Art charakterisiert, zusammen. Das zweite Wort wird in der Botanik das Art-Epitheton (Epitheton specificum) genannt, in der Zoologie wird vom Artnamen (engl. specific name) gesprochen. Die beiden Wörter gemeinsam bilden die Bezeichnung einer Art (engl. name of the species). Zum Beispiel ist der wissenschaftliche Name für den (anatomisch modernen) Menschen als Art Homo sapiens. Jede solche Kombination aus Gattungsname und Epitheton darf nur einmal – also nur für eine Art – vergeben werden. Gattungsname und Epitheton wie auch die Bezeichnungen der übrigen taxonomischen Gruppen entstammen gewöhnlich der lateinischen oder griechischen Sprache. Nichtlateinische Namen werden meist latinisiert – dies war früher grundsätzlich immer so, in der Tradition der Zeit, als Latein die Lingua franca der Gelehrten in der westlichen Welt war. Heute findet man allerdings immer mehr Ausnahmen. Native Sprachen an der Typuslokalität können etwa mit oder ohne Latinisierung als Namensgeber dienen (Beispiele Mei long, Tiktaalik).
Im Gegensatz zum alltäglichen Gebrauch erscheint das Binomen in der wissenschaftlichen Literatur in Kursivschrift. Bei Werken mit taxonomischen Themen folgt dem Namen der Art das Autorzitat, d. h. der Nachname oder das Namenskürzel desjenigen, der die erste gültige wissenschaftliche Beschreibung des Lebewesens verfasst hat. In angewandten Werken kann dies auch entfallen; hier wird häufig z. B. auf eine Standardliste oder ein Namensverzeichnis verwiesen. Darauf folgt in der Zoologie und bei den Prokaryoten noch das Jahr der Veröffentlichung dieser Beschreibung. Weitere internationale nomenklatorische Bestimmungen regeln zum Beispiel, dass das Epitheton meist erhalten bleibt, auch wenn die Art in eine andere Gattung gestellt wird oder wenn sie vom Artstatus z. B. in eine Unterart überführt wird etc.
Der Gattungsname wird mit großem Anfangsbuchstaben geschrieben und ist ein erforderlichenfalls latinisiertes Substantiv im Nominativ Singular. Für die Mikrobiologie ist sogar vorgeschrieben, dass der Gattungsname als lateinisches Substantiv behandelt wird. Das Art-Epitheton in der Botanik wird üblicherweise klein geschrieben und ist ein lateinisches oder latinisiertes Adjektiv oder Substantiv im Nominativ Singular bzw. ein Substantiv im Genitiv. Ein Adjektiv muss im grammatikalischen Geschlecht dem Gattungsnamen folgen und wird bei einer Änderung der Gattung auch entsprechend angepasst. Dies gilt ebenso für die Namen der Bakterien. In der Zoologie wird der Artname immer klein geschrieben (sogar am Satzanfang, im Englischen auch in Überschriften); eine in irgendeiner Sprache halbwegs aussprechbare Buchstabenkombination von mindestens zwei Buchstaben reicht aus. Ist der Artname ein lateinisches oder latinisiertes Adjektiv, wird dieses in den meisten Tiergruppen dem Geschlecht des Gattungsnamens angepasst.
Umlaute („Ä“, „Ö“, „Ü“, „ä“, „ö“, „ü“) werden (etwa im Zug der Latinisierung) als Digraphen dargestellt („Ae“, „Oe“, „Ue“, „ae“, „oe“, „ue“), und nicht mehr wie früher als Ligaturen („Æ“, „Œ“, „æ“, „œ“, …), ebenso werden heute diakritische Zeichen (etwa bei der Lateinumschrift chinesischer Bezeichnungen) entfernt; in seltenen Fällen kommt aber ein Bindestrich „-“ im Art-Epitheton vor. Außer in der Virologie wird das Epitheton heute stets mit einem Kleinbuchstaben beginnend geschrieben, auch wenn es vom Eigennamen einer Person abgeleitet ist.

## Internationale Regelwerke zur Nomenklatur
Heute sind die folgenden Regelwerke (Nomenklatur-Codes) akzeptiert:
- Pflanzen (inklusive Pilze und Cyanobakterien): Internationaler Code der Nomenklatur für Algen, Pilze und Pflanzen (ICNafp)
- Tiere: Internationale Regeln für die Zoologische Nomenklatur (IRZN oder ICZN)
- Bakterien und Archaeen: International Code of Nomenclature of Prokaryotes (ICNP)
- Kulturpflanzen: Internationaler Code der Nomenklatur der Kulturpflanzen (ICNCP)
- Viren:  International Committee on Taxonomy of Viruses (ICTV)

In den 1990er Jahren vorgeschlagen, jedoch bislang ohne Akzeptanz, sind PhyloCode und BioCode. Der BioCode möchte dabei ein einheitliches System der Nomenklatur für alle Lebewesen mit Ausnahme der Viren einführen, also die Systeme ICBN, IRZN, ICNB und ICNCP ersetzen. Im PhyloCode wird beabsichtigt, Regeln zur Bezeichnung aller über der Art stehenden hierarchischen Gruppierungen zu geben.
Probleme bei der Vereinheitlichung der bestehenden Systeme der Nomenklatur bereiten die gar nicht so wenigen Fälle, in denen derselbe wissenschaftliche Gattungsname sowohl im Tierreich als auch im Pflanzenreich oder bei Bakterien verwendet wurde. Beispielsweise bedeutet der Gattungsname Oenanthe im Pflanzenreich die Wasserfenchel (Apiaceae), im Tierreich die Steinschmätzer (Vögel, Muscicapidae). Weitere doppelt verwendete Gattungsnamen sind Alsophila, Ammophila, Arenaria u. a. Der ICZN empfiehlt (Recommendation 1a), solche doppelten Namen nicht mehr für neu zu beschreibende Gattungen zu vergeben. Für Prokaryoten sollen seit 2001 keine neuen Namen für Gattungen oder höhere Ränge vergeben werden, die in den botanischen und zoologischen Regelwerken bereits verwendet werden (Principle 2 des ICNP).

### Botanik
Für die wissenschaftlichen Namen von Pflanzenarten, -gattungen, -familien und weiteren taxonomischen Rangstufen wird das von Carl von Linné 1753 in seinem Werk Species Plantarum begründete binäre Namensgebungssystem verwendet, das heute durch den „Internationalen Code der Nomenklatur für Algen, Pilze und Pflanzen“ (ICN/ICNafp) – bis 2011 „Internationaler Code der Botanischen Nomenklatur“ (ICBN) – geregelt ist.
Bei Pflanzenarten dürfen der Gattungsname und das Art-Epitheton nicht identisch sein; der Name Linaria linaria wäre zum Beispiel nicht gestattet (vgl. Tautonym).
Bei Namen unterhalb des Artranges muss der Name der Rangstufe genannt werden (in der Regel als Abkürzung: Unterart ⇒ „subsp.“ (früher auch „ssp.“), Varietät ⇒ „var.“, Forma ⇒ „f.“) – dies steht im Gegensatz zur zoologischen Nomenklatur. Die jeweilige Abkürzung wird dabei nicht kursiv geschrieben; Beispiel: Stachys recta subsp. grandiflora.
Zum vollständigen Namen gehört auch das Autorenkürzel des Namens, welches oft in Kapitälchen und nichtkursiv geschrieben wird (z. B. Anchusa officinalis L.; „L.“ ist dabei das standardisierte Kürzel für „Linné“ (s. o.)). Wird eine Art später einer anderen Gattung zugesprochen (→ Umkombination), so wird der Autor des Basionyms weiterhin in Klammern aufgeführt (z. B. Anchusa arvensis (L.) M.Bieb.; Linné hat also die Art beschrieben (als Lycopsis arvensis), von Bieberstein hat sie dann allerdings in eine andere Gattung gestellt).
Dieses doppelte Zitieren von Autorennamen ist in der zoologischen Nomenklatur zwar erlaubt, aber vollkommen unüblich.

### Zoologie
Für die wissenschaftlichen Namen von Tierarten, Gattungen oder Familien wurde das von Carl von Linné 1758 veröffentlichte Werk Systema Naturæ als Startpunkt festgelegt. Die Namensgebung wird heute durch die Internationalen Regeln für die Zoologische Nomenklatur (ICZN Code) geregelt.
Der wissenschaftliche Name einer Tierart besteht aus zwei Namensteilen, einem für die Gattung (Gattungsname) und einem für die Art (Artzusatz). Gemeinsam bilden sie den Namen der Art, der in dieser Kombination jeweils nur eine bestimmte Art bezeichnen darf, also eindeutig sein muss. Dabei beginnt der zweite spezifische Teil des Namens, der Artzusatz, der in der Zoologie missverständlicherweise auch Artname genannt wird, immer mit einem Kleinbuchstaben. Dagegen werden Gattungen, Familien und alle noch höheren Gruppen mit einteiligen Namen benannt, die mit einem Großbuchstaben anfangen (der Code regelt die Namensvergabe allerdings nur bis zur Familienebene).
Die verschiedenen Arten einer Gattung müssen unterschiedliche Namen tragen; den gleichen Artzusatz in verschiedenen Gattungen zu verwenden ist jedoch zulässig. Anders als in der Botanik können in der Zoologie auch Namen vergeben werden, bei denen der Gattungsteil und der Artzusatz gleich sind (Tautonymie, z. B. Uhu: Bubo bubo oder Gorilla gorilla). Im Artzusatz kann ausnahmsweise als Sonderzeichen ein Minus ‚-‘ vorkommen, wie etwa in Aelurillus v-insignitus.
Innerhalb der zoologischen Nomenklatur sind als Ergänzungen der binominalen (binären) Benennungen möglich:
- die Angabe des Namens der Unterart, die klein hinter dem Artnamen geschrieben wird (z. B. Homo erectus pekinensis)
- die Angabe des Namens der Untergattung, die in Klammern zwischen dem Gattungs- und dem Artnamen geschrieben wird (z. B. Helix (Cornu) aspersa, die Gefleckte Weinbergschnecke)

Außerhalb und innerhalb wissenschaftlicher Zusammenhänge werden auch weitere Namenskonstruktionen verwendet, auf die der Code der zoologischen Nomenklatur keine Anwendung findet (d. h. solche Namen werden vom Code nicht geregelt):
- die Benennung von Varietäten und Formen (z. B. Farbmorphen von Schmetterlingen) oder Zuchtformen oder anderen Einheiten unterhalb subspezifischen Rangs durch die Anfügung eines weiteren kleingeschriebenen Namens und der Bezeichnung var. für Varietät bzw. forma für Form. Die Bezeichnung Varietät wird dabei in der Zoologie nicht mehr verwendet, ältere als Varietäten beschriebene Namen sind aber verfügbar und können von späteren Bearbeitern als Namen für Arten oder Unterarten verwendet werden. So wurde zum Beispiel die von Carl Agardh Westerlund beschriebene Süßwasserschnecke Bithynia troscheli var. sibirica später als Art Bithynia sibirica Westerlund, 1886 beschrieben.[12]
- die Benennung von Hybriden mit binomen Artnamen ist vom ICZN ausgeschlossen, auch die korrekte Benennung der Generationen (F1–F6 usw.) ist dort nicht geregelt.[13][14] Beispielsweise ist der Name Equus mulus Erxleben, 1777 kein gültiger Name für das Maultier (immer eine F1-Generation), das aus einer Pferdestute (Equus caballus) und einem Esel (Equus asinus) gekreuzt wurde. Die Benennung erfolgt stattdessen in Form einer Hybridformel durch Angabe der Artnamen beider Elternteile zu Equus caballus × asinus. Überwiegend wird der Name des Weibchens zuerst genannt. Die F1-Generation bei vertauschten Geschlechtern, der Maulesel, schreibt sich häufig entsprechend Equus asinus × caballus. Bei den Pflanzen ist die Beschreibung von Hybriden nach dem Code der Botanischen Nomenklatur zulässig,[15] wird aber nicht uneingeschränkt empfohlen.[16]

### Mikrobiologie
Für die wissenschaftlichen Namen von Prokaryoten wird der International Code of Nomenclature of Prokaryotes (ICNP, Internationaler Code der Nomenklatur der Prokaryoten) – in Kurzform als Prokaryotischer Code bezeichnet – verwendet. Als Prokaryoten werden zwei Domänen in der Biologie zusammengefasst, die Archaeen (Archaea) und die Bakterien (Bacteria). Bis 2019 wurde der Code als International Code of Nomenclature of Bacteria (ICNB) und in Kurzform als Bakteriologischer Code bezeichnet. Er wird vom International Committee on Systematics of Prokaryotes (ICSP, englisch für „Internationale Kommission für die Systematik der Prokaryoten“) überwacht und veröffentlicht. Andere Mikroorganismen werden durch andere Regelwerke erfasst: Pilze und Algen durch den in der Botanik verwendeten ICNafp, Protozoen durch den in der Zoologie verwendeten ICZN. Mit der Revision des ICNP aus dem Jahr 2022 gelten die Regeln für die Nomenklatur nun formal ebenfalls für die Cyanobakterien. Für die wissenschaftliche Benennung der Taxa von Viren gibt es mittlerweile einen eigenen Code.
Bis 1975 wurde der Internationale Code der Botanischen Nomenklatur (ICBN) zur Benennung von Bakterien verwendet. Es brauchte mehrere Internationale Kongresse für Mikrobiologie, bis ein eigenes Regelwerk erstellt wurde. Der Hintergrund war, dass damals etwa 30.000 Namen in der Literatur veröffentlicht waren, aber bei vielen keine eindeutige Zuordnung zu einer Bakterienart möglich war. Ab 1976 wurde an der Erstellung von Listen mit anerkannten Bakteriennamen (englisch Approved Lists of Bacterial Names) gearbeitet und der 1. Januar 1980 als Startpunkt für den Bakteriologischen Code festgelegt. Ab diesem Zeitpunkt wurden alle nicht auf den Listen geführten Bakteriennamen als ungültig angesehen. Seitdem müssen neue Bakteriennamen bzw. mittlerweile die Namen von Prokaryoten dem ICNP entsprechend vergeben werden. Vom Internationalen Code der Nomenklatur der Prokaryoten gibt es die 2008 Revision, die 2019 veröffentlicht wurde, zurzeit gilt die 2022 Revision. Die Approved Lists of Bacterial Names sind in zweiter Auflage 1989 erschienen, seitdem werden sie durch regelmäßige Veröffentlichungen der Validation Lists („Validierungslisten“ oder „Bestätigungslisten“) ergänzt. Eine zuverlässige Quelle zum Nachschlagen der prokaryotischen Namen ist die Datenbank List of Prokaryotic names with Standing in Nomenclature (LPSN), die mittlerweile von der Deutschen Sammlung von Mikroorganismen und Zellkulturen (DSMZ) erworben und neu gestartet wurde.
Im Prokaryotischen Code werden die taxonomischen Rangstufen Phylum, Klasse, Ordnung, Familie, Gattung und Art hierarchisch erfasst. Als optionale Zwischenrangstufen werden Unterklasse, Unterordnung, Tribus als Rangstufe zwischen Familie und Gattung, Untergattung sowie Unterart (Subspezies) definiert. Die Taxa zwischen Unterklasse und Gattung haben entsprechend ihrem Rang eine bestimmte Wortendung (Suffix). Namen für Subspezies sind – wie in der Botanik – eine trinäre (ternäre) Kombination unter Einschluss des Kürzels „subsp.“, wie z. B. Lactobacillus delbrueckii subsp. bulgaricus. Es kommt häufiger vor, dass die Namen von Personen, die sich um die Mikrobiologie verdient gemacht haben, in Gattungsnamen aufgegriffen werden. Für die Bildung derartiger Gattungsnamen existieren feste Regeln und sie sind, unabhängig von der Person, feminin. Beispiele sind die Gattungen Hamadaea (nach Masa Hamada benannt), Kurthia (nach Heinrich Kurth benannt) oder Nesterenkonia (nach Olga Nesterenko benannt). Auch die Verwendung eines Diminutivs findet sich häufig, wie bei Bordetella, Klebsiella, Salmonella oder Legionella. Wie in der Botanik wird auch der oder die Autorenname(n) (allerdings nicht als Kürzel) und das Jahr der Erstbeschreibung hinter den Namen des Taxons gesetzt. Die Regeln für die Umkombination werden analog verwendet. Außerdem kommt es vor, dass die Beschreibung eines Taxons später durch einen oder mehrere Autoren verbessert wurde. In diesem Fall werden die Autorennamen hinter der Abkürzung „emend.“ (lateinisch emendavit für „verbessert“ oder „berichtigt“) mit der Jahreszahl der Beschreibung aufgeführt. Falls beides zutrifft, ergeben sich durchaus längere Zitate, wie bei Micrococcus luteus „(Schröter 1872) Cohn 1872 emend. Wieser et al. 2002“. Die Verwendung von Kapitälchen für Autorennamen ist im Prokaryotischen Code nicht geregelt.
Die Genome Taxonomy Database (GTDB) verwendet für ihre generierten Kladen-Bezeichner ebenfalls eine binäre Nomenklatur mit erweiterten Namenskonventionen. Wird etwa ein Taxon aufgespalten, so können hinter den Gattungs- oder Artbezeichner abgetrennt durch einen Unterstrich Großbuchstaben A, B, C, … angehängt werden (Beispiel Methanothrix_A harundinacea_D, bisherige Gattung Methanothrix, Euryarchaeota). Artbezeichner können aus dem Namen des Referenzstammes abgeleitet sein (Methanothrix_A sp9297u) oder frei generiert (Methanothrix_A sp001602645). Als provisorischer Bezeichner für Taxa im Rang ab Gattung aufwärts wird oft der Name des Referenzstamms der Typusspezies gewählt (UBA114 sp002506335); zur Vermeidung von Mehrdeutigkeiten wird die Rangstufe durch einen Präfix (g__, f__, o__, c__, g__, p__, d__) vorangestellt (etwa g__UBA114). Die GTDB übernimmt daher nicht die provisorischen (nicht-binären) Artnamen aus der Taxonomie des National Center for Biotechnology Information (NCBI), die Zuordnung kann aber i. d. R. über die Detailinformationen zum Referenzstamm hergestellt werden. 2023 wurde in einem Fachartikel eingeräumt, dass die Namensvergabe durch die GTDB Website manchmal zu Verwechslungen in der Literatur oder anderen Datenbanken geführt hat. Um die Verwirrung zu reduzieren, haben Wissenschaftler der University of Queensland 223 GTDB-definierte Namen von prokaryotischen Taxa nach dem ICNP als neue Taxa vorgeschlagen.

### Virologie
Für die wissenschaftliche Benennung der Taxa von Viren (einschließlich Satelliten, Viroiden und Viriformer), mit Rangstufen Spezies (Art) und höher ist das International Committee on Taxonomy of Viruses (ICTV) zuständig.
Allgemein gilt, dass die Namen aller Rangstufen ab Spezies aufwärts in Gänze kursiv zu schreiben sind (das gilt auch für Abkürzungen als Bestandteil eines Artnamens, auch in der nicht-binären Form). Im Gegensatz dazu werden reine Abkürzungen jedoch nie kursiv gesetzt. Beispiele sind die Familie Retroviridae mit ihrer Spezies Human immunodeficiency virus 1, abgekürzt HIV-1. Virenstämme (en. strains) und Isolate (Zitat: englisch the physical things you work with in the lab or that make you sick) werden nicht kursiv gesetzt, auch nicht darin enthaltene Art- und Gattungsnamen.
Für jede Rangstufe der drei genannten Gruppen gibt es eine vorgeschriebene Namensendung (…virales für Virusordnungen, …satellitidae für Satellitenfamilien, …viroidae für Viroidfamilien, …viriformidae für Familien Viriformer). Umlaute werden als Digraphen wiedergegeben, Ligaturen werden aufgetrennt und Diakritische Zeichen werden vom ICTV für die offiziellen Bezeichnungen aus den Namensvorschlägen entfernt (etwa bei Namen aus dem Französischen oder in der Latein-Umschrift des Chinesischen [Kennzeichnung der Töne]).
Im Unterschied zu den Bezeichnungen für zelluläre Organismen (d. h. Lebewesen, Biota) sind die Namenskonventionen auf Ebene der Spezies und darunter freier.
Jedoch ist für die Benennung von Virusspezies nach den Ergebnissen der Ratifizierungsabstimmung des ICTV im März 2021 seitdem eine zweiteilige (binäre) Nomenklatur die Norm – eine Praxis, die gelegentlich auch schon früher Anwendung fand (wie z. B. mit Tautonymie bei Marseillevirus marseillevirus, vgl. Gorilla gorilla).
Für Gattungsnamen waren bereits einige Jahre zuvor strenge Regeln eingeführt worden, diese müssen wie bei den zellulären Organismen und den höheren taxonomischen Rangstufen einsilbig sein und dürfen (fast ausnahmslos) keine Ziffern mehr enthalten. Das Suffix ist wie oben erwähnt auch für Gattungsnamen vorgeschrieben (i. d. R. …virus, alternativ …satellite, …viroid oder …viriform).
Im binären Format ist das zweite Element, das Art-Epitheton, dagegen in sehr freier Form wählbar.
Es kann beispielsweise im traditionellen Format angegeben werden als ein latinisiertes Wort in Kleinbuchstaben (wie z. B. bei Vesiculovirus indiana), oder als eine Kombination aus Groß- und Kleinbuchstaben und Zahlen (wie z. B. bei Triavirus phi2958PVL, das Epitheton darf dabei auch mit einem Großbuchstaben beginnen, ein „-“ etwa aus dem Referenzstamm wird entfernt), auch Minuszeichen kommen vor (wie z. B. bei Mycoabscvirus phiT46-1) sowie eine verkürzte Tautonomie (wie bei Myrnavirus myrna oder Elvirus EL). Epitheta für verschiedene Spezies derselben Gattung dürfen sich (zumindest in der Praxis) nicht ausschließlich in Groß-/Kleinschreibung unterscheiden.
Die taxonomische ICTV-Systematik ist wie bei den Lebewesen (Biota) an den durch Genom-Analyse festgestellten Verwandtschaftsverhältnissen orientiert und löst damit eine seit den 1960er Jahren gebräuchliche, an der äußeren Erscheinung und dem ausgelösten Krankheitsbild orientierte Klassifizierung (LHT-System) ab.

### Palichnologie
Die Palichnologie verwendet ebenfalls ein binäres Benennungssystem für Ichnofossilien (Spurenfossilien). Von Ausnahmen abgesehen, wenn Positiv und Negativ (Abdruck) eines Fossils gegeben sind, ist die Vergleichbarkeit von Spurenfossilien untereinander gewöhnlich größer, als mit „materiellen“ Fossilien. Daher hat sich in diesem Bereich ein weitgehend eigenständiges Benennungssystem von Ichnofossilien mit Ichnospezies (isp.), Ichnogattungen usw. etabliert, das aber im prinzipiell ähnlichen Regeln folgt.
Eine ähnliche Taxonomie wird für Eier verwendet, wenn keine weitere Zuordnungsmöglichkeit vorliegt (mit Oospezies und Oofamilien, beispielsweise Elongatoolithus oosp. für einen Vertreter der Oogattung Elongatoolithus).

## Namensgebung

### Namensvergabe
Die Namen werden in der Regel durch die Forscher vergeben, welche die Art das erste Mal wissenschaftlich beschreiben (Erstbeschreibung). Es gibt sowohl in der Botanik als auch in der Zoologie ein paar Spezialfälle, in denen die Beschreibung bereits vorher und ohne korrekte Namensnennung veröffentlicht wurde – in diesen Fällen wird der Artname der Person zugeschrieben, die den Namen erstmals korrekt eingeführt hat.
Um durch die Angabe der Originalquelle eines Namens größere Eindeutigkeit der Namensverwendung herzustellen, wird in der wissenschaftlichen Literatur der Name des Autors an den wissenschaftlichen Namen angehängt. In der Botanik wird der Autorenname meist standardisiert nach Brummitt und Powell (1982) und dem International Plant Names Index abgekürzt, während Abkürzungen in der Zoologie unerwünscht sind. Auch bei den Namen der Prokaryoten wird der Nachname der Autoren angehängt.
Steht eine Tierart heute in einer anderen Gattung als der, in der sie ursprünglich beschrieben worden war, werden Autor und Jahr in Klammern gesetzt. Die Abkürzungsinitialen für den Vornamen des Autors werden in einigen Tiergruppen häufig dann dazugesetzt, wenn es andere Autoren desselben Nachnamens in derselben Tiergruppe gab (wobei nirgendwo einheitliche Kriterien angewendet werden). Diese Initialen sind in der Biodiversitätsinformatik unerwünscht.

### Kriterien für die Namensgebung
Die Namen der Gattungs- und Artgruppe werden oftmals aus einem besonderen Merkmal (z. B. Farbe, Größe, Verhalten), aus dem Ort der Entdeckung oder aus einem Personennamen abgeleitet, jedoch gilt es als verpönt, die Art nach sich selbst zu benennen.
Betrachtet ein Bearbeiter mehrere Namen als Synonyme ein und derselben Art, so hat der älteste verfügbare Name Vorrang (Prioritätsprinzip) und die Synonyme bezeichnen ungültige Namen.
Siehe auch: Liste von außergewöhnlichen Namen aus der Biologie – zur prinzipiellen Freiheit des Autors, den Namen zu vergeben, sofern keine grundsätzlichen Regeln verletzt werden

### Übersetzung und Erklärung botanischer Namen
- Häufig vorkommende Endungen bei Pilzen
- Alphabetisch geordnete Wortstämme bei Pilzen